# لوران هوارد
لوران هوارد (بالفرنسية: Laurent Huard)‏ هو لاعب كرة قدم ومدرب كرة قدم فرنسي في مركز الوسط، ولد في 26 أغسطس 1973 في فوجير في فرنسا. لعب مع ستاد رين ونادي سانت إتيان ونادي سيدان.

## وصلات خارجية
- لوران هوارد على موقع قاعدة بيانات كرة القدم.إي يو (الإنجليزية)
- لوران هوارد على موقع ليكيب (الفرنسية)
- لوران هوارد على موقع عالم كرة القدم.نت (الإنجليزية)